# Tapejara (ort i Brasilien, Paraná, Tapejara, lat -23,73, long -52,87)
Tapejara är en ort i Brasilien.   Den ligger i kommunen Tapejara och delstaten Paraná, i den södra delen av landet, 1 000 km sydväst om huvudstaden Brasília. Tapejara ligger 518 meter över havet och antalet invånare är 10 726.
Terrängen runt Tapejara är huvudsakligen platt. Tapejara ligger uppe på en höjd. Runt Tapejara är det ganska glesbefolkat, med 30 invånare per kvadratkilometer.. Det finns inga andra samhällen i närheten.
Trakten runt Tapejara består i huvudsak av gräsmarker.